# Malappuram (stad)
Malappuram (മലപ്പുറം) is  een gemeente in de Zuid-Indiase staat Kerala. Het is de administratieve hoofdplaats van het gelijknamige district. In het Malayalam betekent Malappuram "op de top van de heuvels".
Malappuram is gelegen op 50 km ten zuidoosten van Kozhikode en op 90 km ten noordwesten van Palakkad op de weg  Kozhikode (Calicut) - Chennai.
Malappuram was  het hoofdkwartier van de Europese en Britse troepen en nadien van de MSP, de "Malabar Special Police". De MSP werd door de Britten gebruikt om brutaal de onafhankelijkheidsstrijd te onderdrukken.